# Shijōnawate

Shijōnawate (四條畷市 Shijōnawate-shi?) este un municipiu din Japonia, prefectura Osaka.